# Neea floribunda
Neea floribunda är en underblomsväxtart som beskrevs av Eduard Friedrich Poeppig och Stephan Ladislaus Endlicher. Neea floribunda ingår i släktet Neea och familjen underblomsväxter. Inga underarter finns listade i Catalogue of Life.

## Bildgalleri

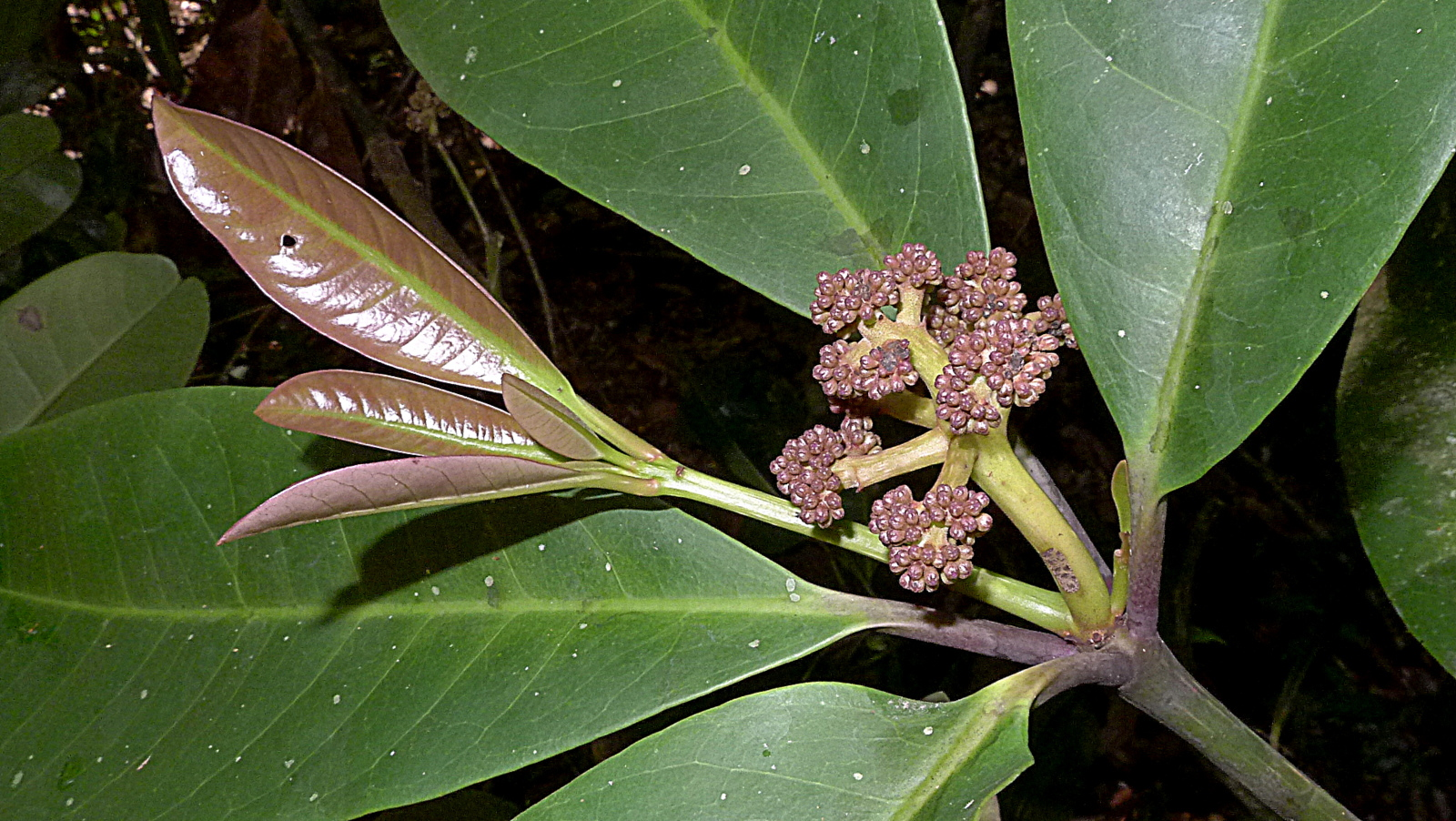
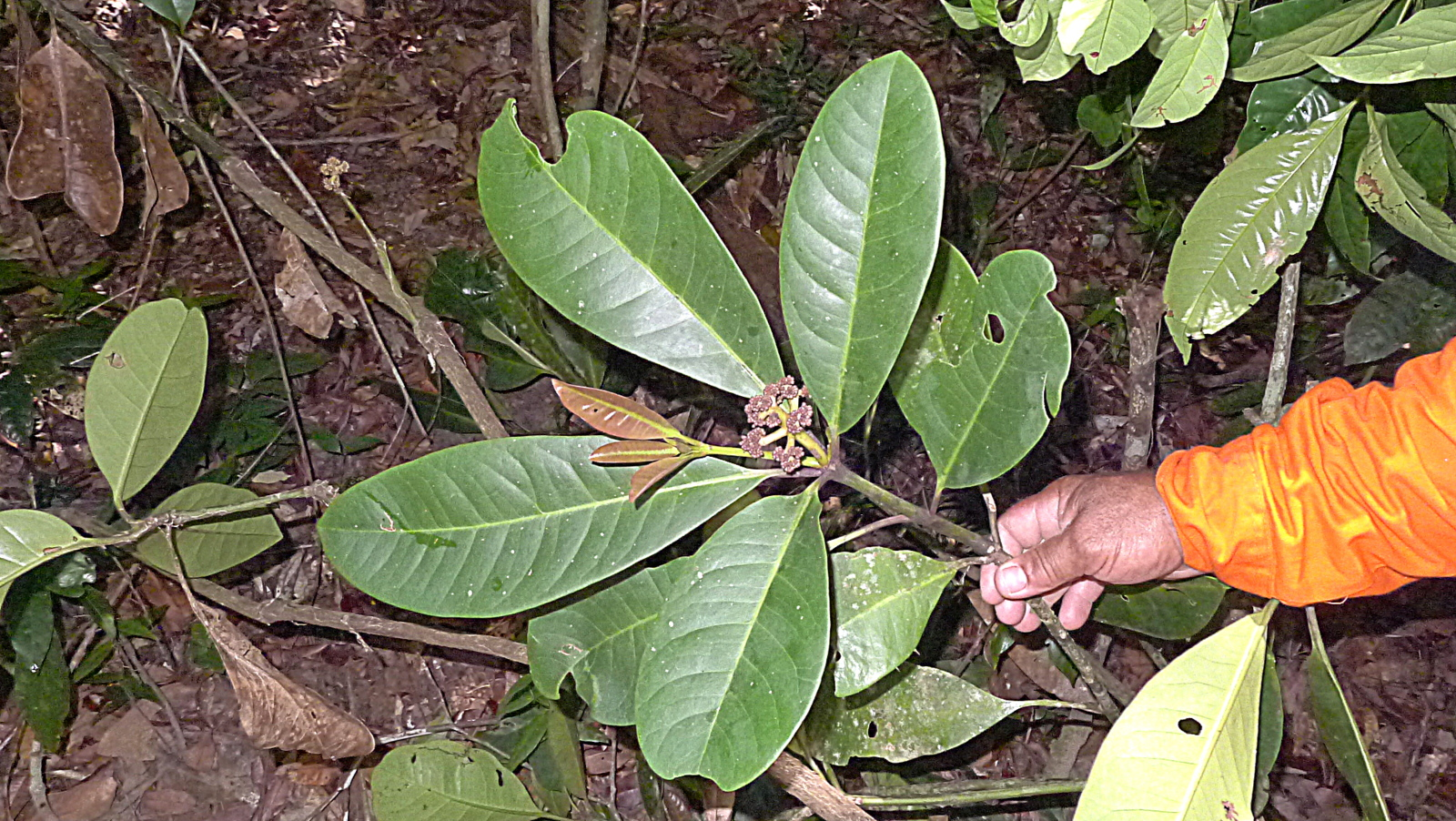
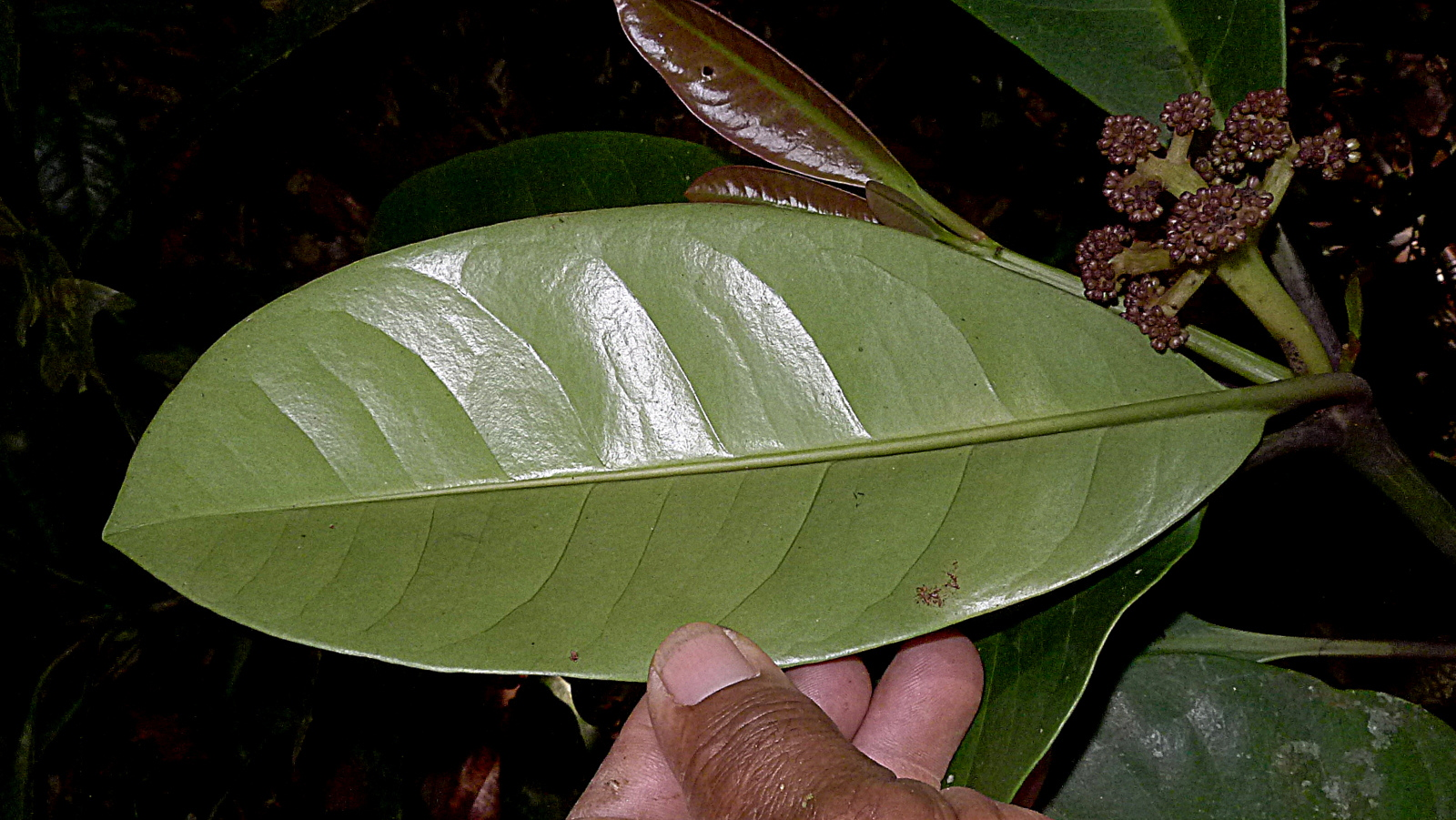